# Святкові заходи у Швеції
Незабутньою зимовою казкою залишилися в пам’яті різдвяні свята у Швеції, в домі подружжя Вернерсон у Карлскроні. Зима була морозна й сніжна, незвична для цієї південно-східної частини країни. Отож розкинуте на семи островах невелике стародавнє місто, ще донедавна грізний військово-морський оплот Швеції, буквально світилося чистотою й білизною. А вечорами й цілісінькими ночами — мільйонами вогнів та вогників. Так північна країна бореться з зимовою нудьгою. Адже сутеніє тут рано — вже о 15-00, а на півночі Швеції взимку взагалі одна світла година на добу.
Але вже на Різдво ілюмінується все, що можна. По-перше, вікна. У кожному з них різдвяними днями виставляють так званий адвентсток — великий свічник з електричними лампочками, які імітують різні заввишки свічі, розміщені у вигляді трикутника. Над ним вішають ошатний віночок, дзвіночок або зірку з лампочкою всередині. Отож вікно має дві світлові прикраси. На святкових півтора місяця вся система ставиться на автоматичний режим і вмикається з настанням сутінків, навіть якщо господарів немає вдома. Адвентстоки й зірки бувають різні за розмірами й модифікаціями, а різдвяному оформленню вікна, як і взагалі вікна в кімнаті, шведи надають великого значення і вправляються як можуть. Зате потім, особливо на Різдво, люблять роздивлятися вікна й оцінювати смак господарів — знайомих і незнайомих.
Якщо перед будинком росте ялинка, її неодмінно прикрашають і розцвічують вогниками. Для цього придасться будь-яке дерево чи навіть великий кущ. Усе — у вогнях. В одному селищі примудрилися ілюмінувати таке височенне дерево, що залишалося лише дивуватися, як можна було вилізти на його верхівку, а скільки знадобилося лампочок та дротів для такого велета!
У багатоквартирних будинках ялиновими гілками й гірляндами прикрашають балконні бильця. Ялинки та вогники взагалі скрізь, де тільки вони можуть триматися. Навіть на баштовому крані, який я бачила з мого вікна та який, звісно, з нагоди свята не працював, було встановлено ялинку, що обов’язково спалахувала щовечора. Іграшкові ялинки можна побачити й у салонах автомобілів, перед лобовим склом. І також світяться!
Хороша ідея — виносити свято за межі свого будинку, аби воно радувало й інших. Дарувати людям світло. Бодай у буквальному значенні.
Оздоблення фортеці
Підготовка до Різдва розпочинається з будинку. Його належить упорядкувати за повною програмою, виконавши якщо не ремонт, то щонайретельніше генеральне прибирання. Потім усе оздоблення житла змінюється на різдвяне. На цей випадок у кожній родині є спеціальні різдвяні серветки, скатертини, віконні штори, вишиті й мальовані картинки, свічки у святкових свічниках, штучні й живі квіти (особливо популярна так звана різдвяна троянда з яскраво-червоним листям, яке сприймається як квіти). Основними є червоний і зелений кольори. Будинок змінюється на очах. Усе нагадує про свято.
У кожному домі виставляють маленький (а в громадських місцях і немаленький) статичний театр. Він відтворює сцену народження Христа. Фігурки бувають різні за розмірами та стилями — від класичного до авангардного. У моїх друзів вони дорогі, порцелянові, їх призбирували протягом кількох років, купуючи по одній до кожного Різдва.
Популярна різдвяна «настільна» прикраса — будиночок, також із лампочкою всередині. Одного разу довелося бачити його зробленим із тіста, такий собі кондитерський виріб, який урочисто з’їли після закінчення свята.
Нарешті, ялинка. Її прикрашають за два-три дні до Різдва, активно використовуючи національну символіку: гірлянди синьо-жовтих шведських прапорців і два більших — на верхівці. Під ялинкою — Дід Мороз (по-шведському Томте). У Вернерсонів їх навіть три: кожен — із дитинства одного з трьох дорослих синів.
Свято дитинства
Різдво — найліричніше, найзворушливіше свято у житті шведа. Усе в ньому навіює добрі спогади, повертає до дитячих років. Цими днями дорослі сини й донька, хоч би де вони перебували, прагнуть додому, під батьківський дах. Та й самі батьки, хай вони навіть уже бабусі й дідусі, згадують своїх маму й тата, братів і сестер, дім свого дитинства. На це налаштовує й музика, яка лунає цими днями в шведських будинках: різдвяний репертуар не змінюється десятиліттями, а то і століттями.
У центрі уваги — діти, що природно в свято народження маленької людини, котра лише потім стала великою. Малята беруть щонайактивнішу участь у підготовці до свята. Приміром, у випіканні спеціального різдвяного печива з перцем і прянощами — пепакокур. Причому при цілковитій гендерній рівності. Шведські чоловіки взагалі, слід підкреслити, впевнено почуваються і на кухні, і в дитячій кімнаті. Ось і хлоп’ята захоплено пораються біля плити, а вже різдвяним приготуванням взагалі займаються з особливим натхненням.
Адвент
Очікуванням, передчуттям наповнені всі чотири тижні перед святом. Це і є адвент. Починається він із того, що за чотири тижні до різдвяної ночі, у неділю, в будинку урочисто запалюють свічку — першу з чотирьох, встановлених у спеціальному свічнику-коробі. Наступної неділі її знову запалять, але разом із другою. До Різдва всі чотири матимуть різну висоту, розміщуючись по висхідній. Якщо доповнити «низхідним» боком, вийде адвентсток. Потім ці свічки поставлять на святковий стіл.
Протягом усього адвента святковий настрій прибуває, як хвиля. Яскраві календарі звідусюди сповіщають, скільки днів залишилося до Різдва. Для дітей випускають спеціальну картинку-планшет із зображенням великого будинку, вікна якого позначають дні грудня, і вся шведська дітвора щовечора, сидячи перед телевізором, дружно, за командою ведучого відчиняє наступне віконце. У ньому — сцена наступного етапу підготовки до свята.
А обов’язків тут безліч. Ними заповнений кожен день, а з наближенням до заповітного дня — й кожна година.
По-перше, треба всіх привітати: родичів, друзів, знайомих, сусідів, колег, ділових партнерів... Різдвяні листівки розсилають і отримують пачками. Благо, шведам не доводиться сушити голову над текстом поздоровлення, треба лише вписати ім’я адресата та своє в барвистий бланк-листівку — і готово. Щороку випускаються й нові різдвяні поштові марки. Отримані листівки виставляють на помітному місці у вітальні так, аби гості, котрі відвідали дім у святкові дні, переглянули пачку листівок. Це вважається хорошим тоном, і запитувати дозволу господарів на те, щоб копатися в їхній кореспонденції, не треба: адже привітання безособові, а оцінити пропонується головним чином їх кількість та географію. Напевно, тому віддають перевагу не електронному, а старомодному поштовому варіантові поздоровлення.
Шведи взагалі трішки показушні. І водночас — народ практичний. Це поєднання виявляється у властивій їм філософії та практиці подарунків. Напередодні Різдва кожен із членів родини складає список того, що він бажав би одержати. Найчастіше там фігурують корисні, необхідні речі. Заявки розподіляються між родичами — і вперед! У магазинах — море покупців, безліч товарів, музика, веселощі, й куди не кинь оком — люди зі списками
Гора подарунків під ялинкою зростає день у день. Заходять родичі, сусіди і також приносять подарунки з різдвяними візитками: солодощі, квіти у вазонах (недешева річ навіть за шведськими мірками)...

Ще два тижні після цього зберігається святкове оздоблення, і весь рік — відчуття домашнього тепла, тихої радості родинних уз, благодаті повернення до витоків свого життя.
```
2.з 1916 року 6 червня відзначається День прапора. Точний вік синього полотнища з жовтим хрестом невідомий, але його найстаріші зображення фахівці відносять до 16 століття.
```

Традиційно головні заходи проходять на Олімпійському стадіоні в Стокгольмі. Король і королева Швеції щорічно беруть участь в урочистій церемонії на території Скансена, стокгольмського парку-музею. У небо злітає державний прапор, а діти в національних костюмах підносять королівської подружжю букети літніх квітів. Цього дня в міській ратуші проводиться також церемонія видачі громадянства «новим шведам»
3.
У Швеції Великдень - не такий великий свято, як Різдво, але в школах його починають відзначати ще за тиждень до настання. Діти та вчителі згадують і говорять про те, що Ісус вмирав, а потім воскрес із мертвих. Жителі Швеції прикрашають до Великодня свої будинки великодніми квітниками жовтого, зеленого і білого кольору. У своїх будинках мешканці Швеції всюди встановлюють жовтих курчат в обрамленні кольорових ошатних пір'я. Шведи їдять на Великдень майже ту ж їжу, яку вони воліють на Різдво, але цього разу набагато більше приділяють уваги цукеркам та інших солодощів. Крашанки вони роблять з картону, а всередину кожного яйця кладуть по великій гарній цукерці.